# Tekken (serijal)
Tekken (鉄拳, Iron Fist) je borilački serijal videoigara objavljena od strane korporacije Namco (kasnije Namco Bandai Games). Izvorno, ova igra je arkadna, a postoje verzije za PlayStation, Wonder Swan, PlayStation 2, Game Boy Advance, PlayStation Portable, PlayStation Network, PlayStation 3, Xbox 360, PlayStation Vita, Microsoft Windows, Nintendo 3DS, Wii U i IOS. Počevši s originalnim naslovom Tekken iz 1994. godine, serijal ima nekoliko nastavaka, kao i nadopuna i sljednica, također i tri filma te mnogo drugih medija.
Priča u svakoj igri iz glavnih serija dokumentira izmišljene događaje s natjecanja borilačkih vještina The King of Iron Fist Tournament, uz odgovarajuću kronologiju. Domaćim natjecanja je korporacija Mishima Zaibatsu. Nagrada je kontrola tvrtke, te se pobjedniku omogućuje da bude domaćin sljedećeg natjecanja.

## Mediji

### Glavne serije
U arkadnoj verziji videoigre tradicionalno se koriste PlayStationovi hardveri za pokretanje igre. Na kraju je svaki nastavak Tekkena napravljen za PlayStation. Prva igra u seriji, Tekken je objavljena 1994. godine, prvo kao arkadna igra te kasnije kao videoigra za PlayStation. Dva nastavka, Tekken 2 i Tekken 3 su objavljena na isti način 1996. i 1998. godine. Tekken 3 je bio isto objavljen kao igra za PlayStation i uz to je prenesen na Game Boy Advance kao Tekken Advance, 2001. godine.
Sljedeća dva nastavka, Tekken 4 i Tekken 5 preneseni su na PlayStation 2, 2002. i 2004. godine nakon objavljivanja kao arkade. PlayStation Portable i PlayStation 3 verzija Tekkena 5, nazvana Tekken 5: Dark Resurrection objavljena je 2006. godine. On-line verzija Tekkena 5: Dark Resurrection je objavljena 2007. godine za PlayStation Network.
Nastavak Tekken 6 je izvorno objavljen kao arkadna igra 2007. godine, nakon čega je slijedila nova verzija Tekken 6: Bloodline Rebellion, 2008. godine. Godine 2009. je igra obnovljena, pa potom objavljena za PlayStation 3, PlayStation Portable i Xbox 360 kao Tekken 6. Godine 2012. za Nintendo 3DS je objavljen Tekken 3D: Prime Edition koji je baziran na Tekkenu 6.

### Serije sljednice
Prva serija sljednica Tekken Tag Tournament je objavljena 1999. godine. Za razliku od prethodnih naslova, Tekken Tag Tournament sadrži samo borbe, te je to prvi Tekken koji je objavljen na PlayStationu 2. Poboljšana verzija igre, Tekken Tag Tournament HD uključena je u kolekciju Tekken Hybrid iz 2011. godine. U kolekciji se još nalazi demoigra Tekken Tag Tournament 2 i filma Tekken: Blood Vengeance. Tekken Tag Tournament 2 je objavljen kao arkadna igra 2011. godine. Verzija za konzole će se temeljiti na ažuriranju koja će sadržavati nove značajke.
Tekken Card Challenge je objavljen samo u Japanu na WonderSwanu, 1999. godine. Akcijska avantura Death by Degrees koja sadrži protagonistkinju iz Tekkena, Ninu Williams objavljena je 2005. godine za PlayStation 2. Još dvije Tekkenove sljednice su objavljene 2011. godine, 2D borilačku igru Tekken Resolute za mobilne telefone i Tekken Bowl za operativni sustav IOS.
Namco i Capcom su dogovorili stvaranje crossover videoigre od serijala Tekken i Street Fighter. Godine 2012. objavljena je videoigra Street Fighter X Tekken, a trenutno u razvoju je Tekken X Street Fighter. Prva igra je razvijena od strane Capcoma koji su dodali 2D tehnologiju kao što je to u Street Fighteru IV, dok će druga igra biti razvijena od strane Namca koji će koristiti tehnologiju iz Tekkena 6.

## Igra
Kao i kod mnogih borilačkih videoigara, igrači mogu birati između ponuđenih likova i uključiti se u borbu protiv protivnika. Tradicionalne borilačke videoigre obično se igraju gumbima koji odgovaraju jačini napada, kao što su jak ili slab udarac. Međutim, Tekken posvećuje svaki gumb za jedan borčev ud. Serijal koristi posebne tipke za lijevu i desnu stranu udova, što je rezultirano u četiri gumba. Sustav igranja također uključuje izbjegavanje napada, a od Tekkena 2 i automatsko blokiranje udarca. Cijeli sustav je poboljšan grafički i tehnički.
U Tekken 3 je uvedena mogućnost pomicanja u prvi plan ili u pozadinu, to jest zaobilaženje. Tekken 3 je također smanjio vrijeme oporavka nakon što je borac srušen u prethodnoj rundi, a u svakoj rundi nakon toga borac se oporavlja nakon udarca o pod. Time se igrač odmah vraća u igru, te ne treba pritisnuti gumb. Tekken 4 je likovima dao još veću mobilnost dodavanjem 3D pokreta, a istovremeno i geometrijski složenu arenu s izravnatim tlom, preprekama i zidovima.
U Tekkenu 5 su vraćena oba zida i beskonačne arene. Tekken 6 zadržava veći dio dizajna iz Tekkena 5. U šestom nastavku je uveden mod "Rage" (kada je lik pri kraju vitalnosti, ima udvostručenu snagu udarca) i "Bound" (kada je protivnik srušen na pod i kada ne može pobjeći, moguće je zadati mnogo kombiniranih udaraca). U Tekkenu 6 također postoje uništivi podovi koji omogućuju borcu da propadne u novo područje.

## Likovi
Igrači mogu birati između različitih likova koji dolaze iz različitih etničkih skupina i borilačkih stilova. Nekoliko likova ima nadnaravno podrijetlo, kao što su Devil i Ogre, a životinjski likovi poput medvjeda Kume imaju zabavni utjecaj. U priči igre svaki lik ima svoje razloge za ulazak na natjecanje i osvajanje nagrade.
Do sada, samo šest likova se pojavilo u svih osam Tekkenovih nastavaka: Heihachi Mishima, Paul Phoenix, Nina Williams, Yoshimitsu, King i Kuma, te druga dva lika s istim imenima. To je Marshall Law koji se pojavljuje u sedam od osam nastavaka, a u Tekkenu 3 ga mijenja sin Forest Law s istim stilom borbe. Drugi likovi su bili odsutni u barem jednom nastavku. Jack kiborzi, Anna Williams, Kazuya Mishima, Lee Chaolan i Lei Wulong se također pojavljuju u sedam nastavaka.
Neki likovi imaju slične pokrete koji su se prije mogli već vidjeti, kao što je to u slučaju Jina Kazame. Ostali kao Anna Williams, često su nazivani klonovima zbog slične tehnike borbe kao drugi likovi. Neki od likova u Tekkenu se pokazuju kao gosti u drugim videoigrama, kao što su Digimon World Re:Digitize, Naruto Shippuden: Ultimate Ninja Storm 2, Pac-Man Fever, Smash Court Tennis Pro Tournament 2, Soulcalibur II, PlayStation All-Stars Battle Royale, Ridge Racer 6 i Urban Reign. Neki se čak i pojavljuju u drugim igrama kao glavni likovi, a to su videoigre Cross Edge, Namco × Capcom i Project X Zone.

## Adaptacije

### Stripovi
Dvodijelna anime serija Tekken: The Motion Picture je objavljena u Japanu 1998. godine. Razvijena je od strane tvrtke Studio Deen, a redatelj je Kunihisa Sugishima. Priča prati Kazuyu Mishimu i njegovu osvetu protiv oca Heihachija Mishime na natjecanju The King of Iron Fist Tournament. Također su nastale dvije tiskane adaptacije videoigre. Strip Davea Chija, Tekken Forever kojeg je ilustrirao Paco Diaz te je objavljen od strane Image Comicsa u prosincu 2001. godine, sadrži priču koja je usmjerena na obitelj Kazamu, te na lika Unknown iz Tekken Tag Tournamenta. Mangu Tekken: Tatakai no Kanatani (鉄拳：戦いの彼方に, Tekken: The Other Side of Battle) je napisao Keiichi Suzuki, te ju je objavio izdavač Shogakukan. Manga se sastoji od dva sveska Tankōbon, od kojih je prvi objavljen 5. prosinca 2000. i drugi 5. travnja 2001. godine.

### Filmovi
Akcijski film Tekken redatelja Dwighta H. Littlea u kojem glume Jon Foo, Ian Anthony Dale i Kelly Overton, objavljen je u Japanu 20. ožujka 2010. godine pod Warner Bros. Picturesa. Radnja filma je fokusirana na Jina Kazamu koji nakon majčine smrti ulazi na natjecanje The King of Iron Fist Tournament. Direktor Tekken videoigara, Katsuhiro Harada je oštro kritizirao film. Animirani anime film Tekken: Blood Vengeance u tehnologiji Digital 3D, režiran od strane Youichija Mourija, premijerno je prikazan 2011. godine u Sjedinjenim Američkim Državama te je objavljen dva mjeseca kasnije u Japanu. Film je razvio Digital Frontier, a distribuirao ga je Bandai Entertainment. Za razliku od prethodnih filmova Blood Vengeance je postavljen u službenu Tekken priču između nastavaka Tekkena 5 i Tekkena 6. Objavljen je u Japanu u prosincu 2011. godine kao dio kolekcije Tekken Hybrid.
Likovi iz serijala Tekken se pojavljuju u igraćim kartama Universal Fighting System, Fantasy Flight Gamesa i Epic Battles, Score Entertainmenta. Nastavak na film iz 2010. godine pod nazivom Tekken: Rise of the Tournament je u razvoju, te će ga režirati Prachya Pinkaew.

## Recepcija

### Prodaja i mišljenja
Od kolovoza 2010. godine, serijal Tekken je zabilježio prodaju od 40 milijuna primjeraka videoigara. Svi nastavci serijala dobili su ocjene veće od 75%, od svih ocjenjivačkih strana. Kritička recepcija je najbolje ocjene dala trećem nastavku Tekken 3, koji je dobio prosjek od 96% od Metacritica i GameRankingsa. Godine 2012., časopis Complex je serijal Tekken proglasio 11. najboljom franšizom videoigara ikada.
Ostali proizvođači su također komentirali serijal Tekken. Ed Boon, kreator asistent Mortal Kombata otkrio je u jednom od svojih intervjua s GameProom da mu je omiljena borilačka videoigra od konkurenata Tekken. Oboje, i Sega i Namco su pokazali interes za mogući crossover između Virtua Fightera i Tekkena. Serijal je obično prikazan kao suparnik Virtua Fighteru kada su oboje postali najpoznatije 3D borilačke videoigre. S druge strane, Tomonobu Itagaki, dizajner serijala Dead or Alive izrazio je odbojnost za Tekken do toga da ga je postavio kao jednu od najmržih videoigara.

### Recenzija
| Igra     | GameRankings                                | Metacritic                      |
| -------- | ------------------------------------------- | ------------------------------- |
| Tekken   | 89.88%                                      | –                               |
| Tekken 2 | 92.50%                                      | 89                              |
| Tekken 3 | 96.30%                                      | 96                              |
| Tekken 4 | 81.35%                                      | 79                              |
| Tekken 5 | 89.20%                                      | 88                              |
| Tekken 6 | 79.75% (PS3) 81.14% (Xbox 360) 82.71% (PSP) | 79 (PS3) 80 (Xbox 360) 82 (PSP) |

## Muzej
U svibnju 2012. godine, Namco Bandai je otvorio muzej posvećen Tekkenu u Osaki, Japanu. U muzeju je izložena odjeća, slike, akcijske figure likova iz serijala Tekken u prirodnoj veličini, te mnogi predmeti za prodaju. Predmeti na ekranima se redovito rotiraju. Muzej je posjetilo mnogo ljudi, a ulaz je besplatan. Namco je održao svečano otvorenje 26. svibnja 2012. godine na kojem je bilo natjecanje namijenjeno za posjetitelje.